# 劉潜
劉潜（劉潛、りゅう せん、484年 - 550年）は、南朝梁の官僚・文人。字は孝儀。本貫は彭城郡彭城県安上里。

## 経歴
斉の大司馬霸府従事中郎の劉絵の三男として生まれた。幼くして父を失い、兄弟たちとともに学問に励み、いずれも文章を得意とした。長兄の劉孝綽は兄弟の中でとくに優れた者を「三筆六詩」と評していたが、三とは劉潜のことを指し、六とは六弟の劉孝威のことを指していた。
天監5年（506年）、秀才に挙げられた。始興王蕭憺の下で鎮右法曹行参軍を初任とした。天監9年（510年）、蕭憺が益州刺史に転出すると、劉潜は同行して、記室を兼ねた。天監14年（515年）、蕭憺が入朝して中撫軍となると、劉潜は主簿に転じた。尚書殿中郎となり、武帝の命を受けて「雍州平等金像碑」を作ると、その文はたいへん大きく美しいものであった。
普通年間、劉潜は襄陽の晋安王蕭綱に召し出されて、安北功曹史となった。後に母が死去したため、職を辞して喪に服した。中大通年間、喪が明けると、皇太子となった蕭綱の下で太子洗馬に任じられ、太子中舎人に転じた。戎昭将軍・陽羡県令として出向し、治績を挙げて、建康県令に抜擢された。大同3年（537年）、中書郎に転じた。公務上の事件のため安西諮議参軍に左遷され、散騎常侍を兼ねた。東魏への使者として立ち、帰国すると、再び中書郎に任じられた。ほどなく司徒右長史の職務を兼ねつとめ、さらに寧遠長史・行彭城琅邪二郡事を兼ねた。尚書左丞となり、御史中丞を兼ねた。大同10年（544年）、伏波将軍・臨海郡太守として出向し、条制を掲示して法治を徹底した。中大同元年（546年）、入朝して都官尚書を代行した。
太清元年（547年）、明威将軍・豫章郡内史として出向した。太清2年（548年）、侯景が建康を包囲すると、劉潜は子の劉勵に豫章郡の兵3000人を与えて派遣し、前衡州刺史の韋粲の麾下に従わせ、建康を救援させた。太清3年（549年）、建康が陥落すると、劉潜は前歴陽郡太守の荘鉄のために豫章郡を失陥した。
大宝元年（550年）、病没した。享年は67。
文集20巻があり、当時に通行した。

## 伝記資料
- 『梁書』巻41 列伝第35
- 『南史』巻39 列伝第29